# Coruna laevis
Coruna laevis är en stekelart som beskrevs av Kamijo och Hajimu Takada 1973. Coruna laevis ingår i släktet Coruna och familjen puppglanssteklar. Inga underarter finns listade i Catalogue of Life.